# Landesregierung Sylvester I
Die Landesregierung Sylvester I unter Landeshauptmann Hans Sylvester bildete die Burgenländische Landesregierung von der Wahl Sylvesters zum Landeshauptmann am 22. Februar 1934 bis zum 31. Oktober 1934. Der Landesregierung folgte die Landesregierung Sylvester II nach. Die Landesregierung war nicht demokratisch gewählt worden, da nach dem Ausbruch des Bürgerkriegs 1934 die Mandate der Landesräte und Abgeordneten der Sozialistischen Partei durch eine Verordnung der Bundesregierung am 12. Februar 1934 erloschen waren. Die Mitglieder der Landesregierung Sylvester I gehörten alle der Christlichsozialen Partei an, die 1933 in die Vaterländische Front eingegliedert wurde.
Während der Amtszeit der Landesregierung Sylvester I ersetzte Lorenz Karall am 29. Mai 1934 Alfred Walheim als Landeshauptmann-Stellvertreter beziehungsweise Landesstatthalter.

## Regierungsmitglieder
| Amt                                                     | Name           | Zuständigkeitsbereiche |
| ------------------------------------------------------- | -------------- | ---------------------- |
| Landeshauptmann                                         | Hans Sylvester |                        |
| Landesstatthalter                                       | Lorenz Karall  |                        |
| Landesrat                                               | Franz Strobl   |                        |
| Landesrat                                               | Walter Riebl   |                        |
| Landesrat                                               | Johann Wagner  |                        |
| Vorzeitig ausgeschiedene Mitglieder der Landesregierung |                |                        |
| Landesstatthalter                                       | Alfred Walheim |                        |